# Стриганов, Александр Александрович
Александр Александрович Стриганов (род. 17 марта 1940, Москва, СССР) — советский хоккеист, нападающий, мастер спорта СССР.

## Биография
Александр Стриганов начинал играть в хоккей с мячом в 1953 году за детскую команду московского клуба ВВС, а с 1954 года выступал за юношескую команду «Динамо». В 1956 году переключился на хоккей с шайбой, в который также играл за юношескую команду «Динамо» (Москва).
В 1958—1970 годах Стриганов выступал за команду мастеров «Динамо» (Москва), забросив 102 шайбы в 373 матчах чемпионата СССР (по другим данным, 106 заброшенных шайб в 383 матчах). За это время в составе своей команды он пять раз становился серебряным призёром и четыре раза — бронзовым призёром чемпионата СССР, в 1962—1968 годах шесть раз был включён в список лучших хоккеистов сезона. Его партнёрами по тройке нападения в разные годы были Виталий Стаин, Валентин Алексеев, Юрий Парамошкин, Юрий Волков, Владимир Юрзинов и Владимир Киселёв. В одном из принципиальных матчей чемпионата СССР между «Динамо» и ЦСКА, состоявшемся 21 ноября 1961 года и завершившемся со счётом 14:5 в пользу динамовцев, Александр Стриганов забросил пять шайб.
В составе сборной СССР Стриганов в 1964—1967 годах сыграл в двадцати матчах и забросил восемь шайб. В частности, в составе сборной СССР он стал победителем Мемориала Брауна, который состоялся в Колорадо-Спрингс (США) в декабре 1965 года. Также выступал на Турнире Столетия, состоявшемся в январе 1967 года в Виннипеге (Канада), в котором сборная СССР заняла третье место.
Кроме этого, в составе сборной команды СССР-II он принимал участие в Международном хоккейном турнире 1967 года в Москве (первом из последующей серии турниров на призы газеты «Известия»), проведя четыре игры и забросив три шайбы. Стал серебряным призёром этого турнира.

## Достижения
- Победитель Мемориала Брауна (в составе сборной СССР) — 1965[6].
- Серебряный призёр Московского международного хоккейного турнира (в составе сборной СССР-II) — 1967[8].
- Серебряный призёр чемпионата СССР — 1959, 1960, 1962, 1963, 1964[1][2].
- Бронзовый призёр чемпионата СССР — 1966, 1967, 1968, 1969[1][2].
- Финалист Кубка СССР — 1966, 1969, 1970[2].
- Обладатель Кубка Стеклодувов — 1961, 1968[1].
- Обладатель Кубка Торонто — 1971[1].
- Чемпион Зимней Универсиады — 1968[9].